# Jason Sasser
Jason Jermane Sasser (Denton, 3 januari 1974) is een Amerikaans voormalig basketballer en basketbalcoach.

## Carrière
Sasser speelde collegebasketbal voor de Texas Tech Red Raiders van 1992 tot 1996. In 1996 werd hij als 41e gekozen in de NBA draft van dat jaar door de Sacramento Kings. Een dag later werden zijn rechten verkocht aan de Portland Trail Blazers. In september 1996 werd hij ook gekozen in de CBA Draft in de eerste ronde als 8e door de Sioux Falls Skyforce. Bij de Trail Blazers werd zijn contract ontbonden op 16 oktober 1996 samen met dat van Phil Handy voor de start van het seizoen. Hij tekende begin november 1996 bij de Sioux Falls Skyforce uit de CBA. Op 6 januari 1997 tekende hij een contract voor tien dagen bij de San Antonio Spurs dat werd daarna voor nog eens tien dagen verlengd. Hij keerde nadien terug naar de Skyforce. Eind februari 1997 tekende hij een tien dagen contract bij de Dallas Mavericks als vervanger van de geblesseerde Predrag Danilović. Na de tien dagen keerde hij opnieuw terug naar de Sioux Falls Skyforce waar hij de rest van het seizoen uitspeelde. Hij werd samen met Bernard Hopkins uitgeroepen tot CBA Rookie of the Year.
In de zomer van 1997 speelde hij voor de Dallas Mavericks in de Rocky Mountain Revue. Sasser maakte zij internationale debuut in 1997 onder bondscoach Mo McHone die ook zijn coach was bij de Sioux Falls Skyforce in kwalificatiewedstrijden voor het wereldkampioenschap namelijk het Tournament of the Americas. Hij keerde ook voor het seizoen 1997/98 terug naar de Sioux Falls Skyforce in de CBA. Hij tekende in maart 1998 bij het Spaanse CDB Sevilla waar hij de rest van het seizoen speelde. In de zomer speelde hij in trainingskampen van de nationale ploeg en werd uiteindelijk geselecteerd voor het wereldkampioenschap.
Sasser keerde in 1998 voor een derde seizoen terug naar de Sioux Falls Skyforce. Door de Lock-out in de NBA gingen trainingskampen pas door in januari 1999 en tekende Sasser bij de Vancouver Grizzlies. Midden februari werd zijn contract samen met dat van Dan Muller ontbonden door de Grizzlies en keerde hij terug naar de Sioux Falls Skyforce. Hij werd door de New Mexico Slam uit de International Basketball League gekozen als territorial pick in juli 1999 en was ook actief in trainingskamp voor de Pan-Amerikaanse Spelen. Hij speelde daarnaast ook voor de Cleveland Cavaliers in de Atlanta Summer League en in oktober 1999 speelde hij op een trainingskamp van de Dallas Mavericks maar eind oktober werd zij contract er ontbonden.
Hij tekende daarna voor het seizoen 1999/00 bij de New Mexico Slam. Sasser speelde in de zomer voor de New York Knicks in de Shaw's Summer League. In augustus 2000 werd hij als zeventiende gekozen in de ABA draft van dat jaar door de Kansas City Knights. In oktober 2000 tekende hij bij de Atlanta Hawks maar zijn contract werd er ontbonden voor de start van het seizoen samen met die van Pete Chilcutt en Michael Hawkins. Eind november tekende hij bij de Kansas City Knights uit de ABA. Hij speelde in het seizoen 2001/02 voor Pop Cola Panthers uit de Filipijnen en het Spaanse CB Girona. In oktober 2002 tekende hij bij de Sacramento Kings maar zijn contract werd ontbonden voor de start van het seizoen samen met David Webber en Corsley Edwards.
Hij tekende begin november 2002 bij de Gary Steelheads maar eind november werd zijn contract al ontbonden. Hij speelde vanaf februari 2003 daarna bij het Duitse GHP Bamberg waar hij ook het seizoen 2003/04 speelde. In oktober 2004 tekende hij bij de Dallas Mavericks maar zag opnieuw voor de start van het seizoen zijn contract ontbonden samen met Derek Hood en Felipe Lopez. Hij tekende daarna bij het Portugese Ovarense Basquetebol voor het seizoen 2004/05.
In november 2007 tekende hij bij de Yakama Sun Kings uit de CBA, eind februari 2008 werd hij op de inactieve reserve lijst geplaatst. In maart 2008 tekende hij bij Al Arabi uit Koeweit waar zijn broer op dat moment ook speelde. Hij speelde in de zomer van 2008 voor de Lawton-Fort Sill Cavalry uit de USBL. Hij speelde een laatste seizoen voor het Zuid-Koreaanse Pusan KTF Magic Wings.
Na zijn spelerscarrière werd Sasser een jeugdcoach. Voor het seizoen 2011/12 was hij een assistent-coach bij de Texas Legends onder hoofdcoach Del Harris.

## Privéleven
Sassers broer Jeryl Sasser, grootvader John Barber en neef Marcus Sasser waren ook een profbasketballers.

## Erelijst
- CBA Rookie of the Year: 1997
- All-CBA First Team: 1999
- All-CBA Second Team: 1997
- CBA All-Rookie First Team: 1997
- CBA All-Star Game: 1998, 1999, 2008
- Tournament of the Americas:  (1997)
- Wereldkampioenschap:  (1998)
- All-IBL Second team: 2000
- Domreiter Cup: 2003
- Southwest Conference Hall of Fame: 2017[38][39]

## Statistieken

### Regulier seizoen
| Seizoen  | Team                | WG | WS | MPW  | 2P%  | 3P%  | FW%  | RPW | APW | SPW | BPW | PPW |
| -------- | ------------------- | -- | -- | ---- | ---- | ---- | ---- | --- | --- | --- | --- | --- |
| 1996/97  | San Antonio Spurs   | 6  | 0  | 10,3 | 41,2 | 50,0 | -    | 1,2 | 0,2 | 0,3 | 0,0 | 2,8 |
| 1996/97  | Dallas Mavericks    | 2  | 0  | 3,5  | 33,3 | 0,0  | -    | 0,5 | 0,5 | 0,5 | 0,0 | 1,0 |
| 1998/99  | Vancouver Grizzlies | 6  | 0  | 6,5  | 45,5 | -    | 50,0 | 1,2 | 0,3 | 0,3 | 0,0 | 1,8 |
| Carrière | Carrière            | 14 | 0  | 7,7  | 41,9 | 33,3 | 50,0 | 1,1 | 0,3 | 0,4 | 0,0 | 2,1 |